# Kolumna Łez
Kolumna Łez – obelisk znajdujący się obecnie w centrum wsi Ulesie, będący najstarszym na Śląsku wystawionym w miejscu publicznym nowożytnym pomnikiem o wyłącznie świeckim charakterze. 

## Geneza i historia
Wzniesiony w 1664 przez księcia legnicko-brzeskiego Jerzego III na pamiątkę rozstania z córką, wyjeżdżającą do Dillenburga w Hesji (Niemcy) do nowo poślubionego małżonka, Henryka von Nassau-Dillenburg. Na obelisku zamieszczono inskrypcję po łacinie wzywającą przechodniów do chwili zadumy „w miejscu które Dorota Elżbieta zrosiła swymi łzami”. 
Obiekt ten uznawano za na tyle istotny, że do końca XIX wieku oznaczano jego położenie na mapach okolic Legnicy. Pod koniec XVIII wieku zaczął jednakże niszczeć, a miejscowa ludność i władze nie interesowały się jego losem. Odnowienia obelisku dokonano w 1858 oraz na początku XX wieku z inicjatywy Towarzystwa Historii i Starożytności z Legnicy, któremu wsparcia finansowego udzieliły władze Rejencji i powiatu ziemskiego w Legnicy oraz prywatny właściciel gruntu na którym znajdował się obelisk. Pierwotnie obelisk znajdował się na skraju wsi u wylotu gościńca, do centrum wsi został przeniesiony przy okazji renowacji. Ostatnie jak dotąd prace konserwacyjne przy zabytku miały miejsce w 1995. 
Wizerunek obelisku znajduje się w herbie gminy Miłkowice, stanowiąc nawiązanie do piastowskiej historii gminy.